# Córdoba Open 2022
Giải quần vợt Córdoba Mở rộng 2022 là một giải quần vợt nam thi đấu trên mặt sân đất nện ngoài trời. Đây là lần thứ 4 Giải quần vợt Córdoba Mở rộng được tổ chức, và là một phần của ATP Tour 250 trong ATP Tour 2022. Giải đấu diễn ra tại Estadio Mario Alberto Kempes ở Córdoba, Argentina, từ ngày 31 tháng 1 đến ngày 6 tháng 2 năm 2022. 

## Điểm và tiền thưởng

### Phân phối điểm
| Sự kiện | VĐ  | CK  | BK | TK | Vòng 1/16 | Vòng 1/32 | Q  | Q2 | Q1 |
| Đơn     | 250 | 150 | 90 | 45 | 20        | 0         | 12 | 6  | 0  |
| Đôi     | 250 | 150 | 90 | 45 | 0         | —         | —  | —  | —  |

### Tiền thưởng
| Sự kiện | VĐ      | CK      | BK      | TK      | Vòng 1/16 | Vòng 1/32 | Q2     | Q1     |
| Đơn     | $46,175 | $32,320 | $21,410 | $14,275 | $9,235    | $5,035    | $2,520 | $1,260 |
| Đôi*    | $16,370 | $11,760 | $7,560  | $5,030  | $2,940    | —         | —      | —      |

*mỗi đội

## Nội dung đơn

### Hạt giống
| Quốc gia | Tay vợt              | Xếp hạng1 | Hạt giống |
| -------- | -------------------- | --------- | --------- |
| ARG      | Diego Schwartzman    | 13        | 1         |
| AUT      | Dominic Thiem        | 16        | 2         |
| CHI      | Cristian Garín       | 19        | 3         |
| ITA      | Lorenzo Sonego       | 26        | 4         |
| ARG      | Federico Delbonis    | 38        | 5         |
| ESP      | Albert Ramos Viñolas | 44        | 6         |
| FRA      | Benoît Paire         | 56        | 7         |
| ESP      | Pedro Martínez       | 61        | 8         |

- 1 Bảng xếp hạng vào ngày 17 tháng 1 năm 2022.

### Vận động viên khác
Đặc cách:
- Francisco Cerúndolo[3]
- Tomás Martín Etcheverry
- Juan Ignacio Londero

Bảo toàn thứ hạng:
- Yannick Hanfmann
- Fernando Verdasco

Vượt qua vòng loại:
- Juan Pablo Ficovich
- Nicolás Jarry
- Alejandro Tabilo
- Juan Pablo Varillas

Thua cuộc may mắn:
- Daniel Elahi Galán
- Nikola Milojević

### Rút lui
Trước giải đấu
- Juan Manuel Cerúndolo → thay thế bởi  Daniel Elahi Galán
- Pablo Cuevas → thay thế bởi  Hugo Dellien
- Laslo Đere → thay thế bởi  Carlos Taberner
- Fabio Fognini → thay thế bởi  Andrej Martin
- Miomir Kecmanović → thay thế bởi  Holger Rune
- Dominic Thiem → thay thế bởi  Nikola Milojević

## Nội dung đôi

### Hạt giống
| Quốc gia | Tay vợt           | Quốc gia | Tay vợt           | Xếp hạng1 | Hạt giống |
| -------- | ----------------- | -------- | ----------------- | --------- | --------- |
| MEX      | Santiago González | ARG      | Andrés Molteni    | 83        | 1         |
| MON      | Romain Arneodo    | FRA      | Benoît Paire      | 142       | 2         |
| SWE      | André Göransson   | USA      | Nathaniel Lammons | 146       | 3         |
| ARG      | Guillermo Durán   | ARG      | Máximo González   | 147       | 4         |

- 1 Bảng xếp hạng vào ngày 17 tháng 1 năm 2022.

### Vận động viên khác
Đặc cách:
- Pedro Cachín /  Tomás Martín Etcheverry
- Juan Pablo Ficovich /  Facundo Mena

### Rút lui
Trước giải đấu
- Pablo Andújar /  Pedro Martínez → thay thế bởi  Sebastián Báez /  Pedro Martínez
- Tomislav Brkić /  Nikola Ćaćić → thay thế bởi  Orlando Luz /  Thiago Monteiro
- Marcelo Demoliner /  Miomir Kecmanović → thay thế bởi  Andrej Martin /  Tristan-Samuel Weissborn
- Andrey Golubev /  Franko Škugor → thay thế bởi  Luis David Martínez /  Fernando Romboli

## Nhà vô địch

### Đơn
- Albert Ramos Viñolas  đánh bại  Alejandro Tabilo, 4–6, 6–3, 6–4

### Đôi
- Santiago González /  Andrés Molteni đánh bại  Andrej Martin /  Tristan-Samuel Weissborn, 7–5, 6–3